# Острава
Острава (на чешки: Ostrava; на немски: Ostrau; на полски: Ostrawa) е град в Източна Чехия, административен център на Моравско-Силезки край, намира се на около 15 км от границата с Полша. Явява се третият по големина и площ град в Чехия. Населението на града през 2012 година е 299 609 души. Разположен е на река Одер.

## Кметове
| Период      | Име                               |
| ----------- | --------------------------------- |
| 1861 – 1864 | Херман Звирзина                   |
| 1864 – 1873 | Алойс Андерка                     |
| 1873 – 1880 | Константин Грунвалд               |
| 1880 – 1888 | Антон Лукс                        |
| 1888 – 1901 | др. Адалберт Йохан                |
| 1901 – 1918 | др. Густав Фидле                  |
| 1918        | Йохан Улрих (до 17 декември 1918) |
| 1918 – 1935 | Ян Прокеш                         |
| 1935 – 1939 | Йосев Чалупник                    |
| 1939 – 1940 | др. Йосев Хинер                   |
| 1940 – 1945 | Емил Бейер                        |
| 1945        | Йосев Лампа (за 3 седмици)        |
| 1945 – 1960 | Йосев Котас                       |
| 1960 – 1964 | Ян Бучвалдек                      |
| 1964 – 1968 | Йосев Кемпни                      |
| 1968 – 1971 | Зденек Купка                      |
| 1971 – 1986 | Едуард Фолтин                     |
| 1986 – 1989 | Бедържих Липина                   |
| 1989 – 1990 | Любомир Вейр                      |
| 1990 – 1993 | арх. Иржи Смейкал                 |
| 1993 – 2001 | Евжен Тошеновски                  |
| 2001 – 2002 | Честимир Влъчек                   |
| 2002 – 2006 | Алеш Зедник                       |
| 2006–       | Петър Кайнар                      |

## Университети
- Технически университет на Острава
- Университет на Острава
- Бизнес школа Острава

## Известни личности
Родени в Острава
- Иван Лендъл (р. 1960), тенисист
- Тара Уайт (р. 1987), порнографска актриса и телевизионен водещ
- Вера Хитилова (1929 – 2014), режисьорка
- Марек Янкуловски (р. 1977), футболист
- Хана Загорова (р. 1946), певица
- Марие Ротрова (р. 1941), певица

Починали в Острава
- Леош Яначек (1854 – 1928), композитор

## Побратимени градове
- – Волгоград, Русия (1947)
- – Дрезден, Германия (1971)
- – Катовице, Полша (1960)
- – Ковънтри, Великобритания (1957)
- – Кошице, Словакия (2001)
- – Мишколц, Унгария (2001)
- – Перник, България
- – Пиреус, Гърция (1997)
- – Питсбърг, САЩ (2001)
- – Воджиславски окръг, Полша (2005)
- – Сплит, Хърватия (1976)